# Alexandre Paranhos
Alexandre Paranhos de Souza (São Paulo, 2 de março de 1992), conhecido por Paranhos, é um jogador profissional de basquetebol brasileiro que atua na temporada 2019-20 pelo Mogi das Cruzes Basquete. 
Em 2013 participou do drafting da NBA treinando em franquias como Houston Rockets, Chicago Bulls, Philadelphia 76ers, Brooklyn Nets, New York Knicks, além de ter jogado Summer League pelo Dallas Mavericks. 